# Finn Cole
Finlay Lewis Cole (Kingston upon Thames, 9 november 1995) is een Britse acteur. Hij staat bekend om zijn rol in Peaky Blinders als Michael Gray en Joshua "J" Cody in Animal Kingdom.

## Biografie
Finlay Lewis J. Cole werd geboren in Kingston upon Thames, als zoon van Michael Cole en Elizabeth Jacquest. Zijn oudere broer Joe is ook acteur.